# Auchenskeoch Castle

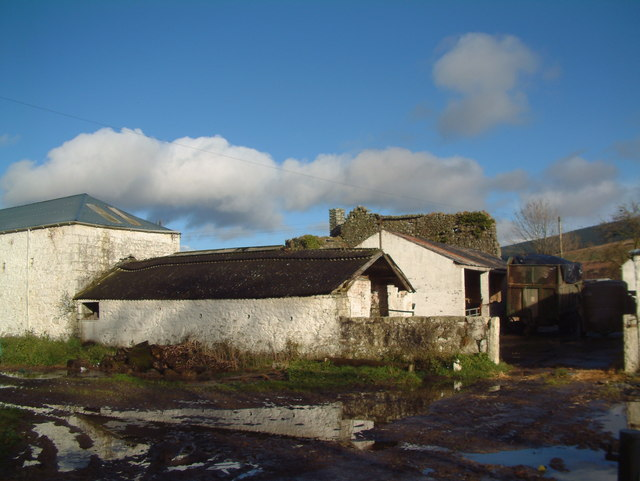
Die Ruine von Auchenskeoch Castle in der Castle Farm

Auchenskeoch Castle, auch Auchenskeoch Tower, ist die Ruine eines Wohnturms in der Nähe von Dalbeattie in der ehemaligen schottischen Grafschaft Kirkcudbrightshire, die heute Teil der Council Area Dumfries and Galloway ist. Die Ruine aus dem 17. Jahrhundert soll einen Z-förmigen Grundriss gehabt haben, was sie zum einzigen derartigen Gebäude dieser Art in Galloway macht. Die Ruinen sind als Scheduled Monument denkmalgeschützt. Die Überreste des Wohnturms befinden sich auf dem Gelände der modernen Castle Farm.